# Santo Condorelli
Santo Condorelli, född 17 januari 1995, är en kanadensisk-italiensk simmare. 
Condorelli tävlade i fyra grenar för Kanada vid olympiska sommarspelen 2016 i Rio de Janeiro. Han slutade på 4:e plats på 100 meter frisim och tog sig till semifinal på 50 meter frisim samt 100 meter fjärilsim. Condorelli var även en del av Kanadas lag som slutade på 7:e plats på 4x100 meter frisim.
I juni 2018 meddelade Condorelli att han hade för avsikt att börja tävla för Italien istället för Kanada. Den 2 november 2018 meddelade det italienska simförbundet att Condorelli nu var tillgänglig att representera landet i tävlingar. Vid olympiska sommarspelen 2020 i Tokyo slutade Condorelli på 19:e plats på 50 meter frisim och på 31:a plats på 100 meter fjärilsim. Han simmade även i försöksheatet på 4×100 meter frisim, där Italien sedermera tog silver. Condorelli fick trots att han inte simmade i finalen motta silvermedalj.

## Personliga rekord
| Långbana (50 meter) - 50 meter frisim – 21,83 (Rio de Janeiro, 11 augusti 2016) - 100 meter frisim – 47,88 (Rio de Janeiro, 10 augusti 2016) - 50 meter fjärilsim – 23,30 (Kazan, 2 augusti 2015) 0NR0 - 100 meter fjärilsim – 51,62 (Rom, 25 juni 2021) | Kortbana (25 meter) - 50 meter frisim – 21,27 (Hangzhou, 14 december 2018) - 100 meter frisim – 46,76 (Hangzhou, 11 december 2018) - 50 meter fjärilsim – 23,31 (Rom, 23 december 2018) - 100 meter fjärilsim – 51,07 (Indianapolis, 5 oktober 2019) |